# Lisa Jeffrey
Lisa Claire Jeffrey es una matemática canadiense, y profesora de matemáticas en la Universidad de Toronto. En su investigación, usa la geometría simpléctica para dar pruebas rigurosas de los resultados en la teoría cuántica de campos.
Jeffrey se graduó en 1986 de la Universidad de Princeton. Ha sido galardonada con la Marshall Scholarship, y obtuvo su doctorado en la Universidad de Oxford en 1991, bajo supervisión de Michael Atiyah. Después de sus estudios postdoctorales, obtuvo el puesto de profesora asistente en Princeton en 1992, luego fue transferida a la Universidad de McGill en 1995, para después ser transferida a su puesto actual en Toronto, en 1997.
Jeffrey fue la ganadora del premio Krieger–Nelson en 2001, y del premio Coxeter–James en 2002. Es miembro de la Real Sociedad de Canadá, y del American Mathematical Society desde 2012. En 2017, fue elegida para llevar a cabo el Noether Lecture, patrocinado por la Asociación de Mujeres en Matemáticas y la American Mathematical Society.